# Camille Schumacher
Camille Charles Schumacher (Esch-sur-Alzette, 6 maggio 1896 – Esch-sur-Alzette, 3 agosto 1977) è stato un calciatore lussemburghese, di ruolo centrocampista.

## Palmarès

### Club

#### Competizioni nazionali
- Campionato lussemburghese: 2

Fola Esch: 1919-1920, 1921-1922
- Coppa del Lussemburgo: 1

Fola Esch: 1922-1923